# Aggsbach
Aggsbach is een gemeente in de Oostenrijkse deelstaat Neder-Oostenrijk, gelegen in het district Krems-Land. De gemeente heeft ongeveer 700 inwoners.

## Geografie
Aggsbach heeft een oppervlakte van 13,72 km². Het omvat de kadastrale gemeentes Aggsbach Markt, Seeb, Groisbach, Willendorf en Köfering. Het ligt aan de Donau, in de toeristische regio Wachau, in het noordoosten van Oostenrijk, ten westen van de hoofdstad Wenen en ten zuiden van de grens met Tsjechië.
Aggsbach · Albrechtsberg an der Großen Krems · Bergern im Dunkelsteinerwald · Droß · Dürnstein · Furth bei Göttweig · Gedersdorf · Gföhl · Grafenegg · Hadersdorf-Kammern · Jaidhof · Krumau am Kamp · Langenlois · Lengenfeld · Lichtenau im Waldviertel · Maria Laach am Jauerling · Mautern an der Donau · Mühldorf · Paudorf · Rastenfeld · Rohrendorf bei Krems · Rossatz-Arnsdorf · Schönberg am Kamp · Senftenberg · Spitz · St. Leonhard am Hornerwald · Straß im Straßertale · Stratzing · Weinzierl am Walde · Weißenkirchen in der Wachau
- Gemeinsame Normdatei: 4799692-4
- Nationale Bibliotheek van Tsjechië: xx0327244
- Virtual International Authority File: 241889010